# 函館信用金庫
函館信用金庫（はこだてしんようきんこ、英語：Hakodate Shinkin Bank）は、かつて存在した、北海道函館市に本店を置く信用金庫。2017年1月23日を以て、江差信用金庫と合併し解散。存続金庫は江差信金で合併後の金庫名は道南うみ街信用金庫となり、当金庫の旧本店は道南うみ街信金の函館中央営業部とされた。

## 概要
函館市に本店・本部を置き、支店は函館圏2市3町（函館市・北斗市・七飯町・木古内町・知内町）にそれぞれ構えている。そのうち北斗市・七飯町・知内町は指定金融機関にしていた。一方、函館市については渡島信用金庫とともに指定代理金融機関となっていた（函館市の指定金融機関は北洋銀行）。
しかし、函館信用金庫は2007年・2008年・2009年・2010年と4年連続の赤字を計上（同じ道南地域を拠点とする渡島・江差の両信用金庫も2008年3月末は赤字を計上している）。主な要因は資産査定の厳格化による貸倒引当金の積み増しや中小企業の倒産が相次いだことが理由にある。このため経営安定度を示す自己資本比率も、2007年3月期の7.91%から2009年3月期には5.67%まで急激に低下していた。
自己資本比率が4%近くまたは割れをした場合、金融庁から業務改善命令あるいは伊達信用金庫が行ったような資本増強策として道内の信金に優先出資証券の引き受けを打診するかのどちらかが余儀なくされ、道南の信金は苦しい経営を強いられた。
2007年1月には、函館市電の電停ネーミングライツ制度のスポンサー企業第一号として契約し、魚市場通電停の副呼称に「函館信金本店前」を付けて供用していた。
2017年1月、江差信用金庫（本店 江差町）と対等合併を発表し。当信金は消滅法人となったが、合併後の本部機能は2本部体制となる予定であり、現状維持される。合併後の名称は、道南うみ街信用金庫となった。
合併にともない、統一金融機関コードは存続庫側の1014に、支店コードは従来の番号に20を足したものに変更され、本店以外の店舗・支店名は変更されない。口座番号などは原則変更されないため、通帳やキャッシュカードはそのまま利用可能だが、合併後の明細の印字が、合併後のものではなく、エンボスに記載された通りに印字される（統一金融機関コードや支店コードなどの記載）ため、必要に応じて交換に応じる。
なお、当庫側の本店の名称は、合併後は函館中央営業部となった。

## 沿革

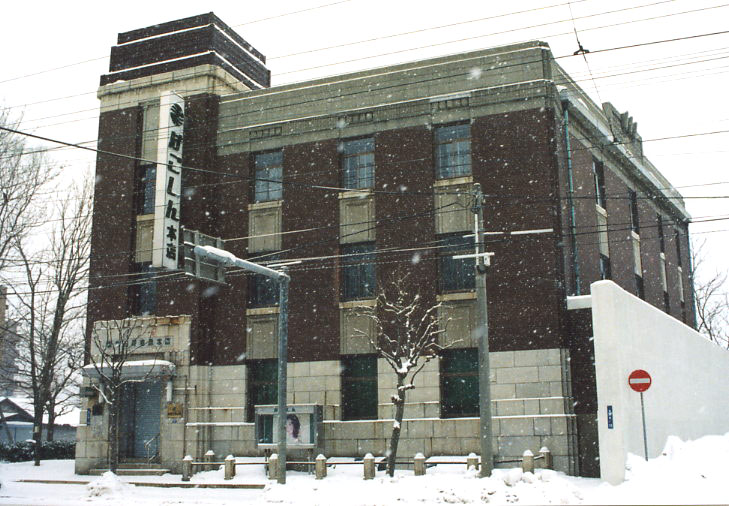
2003年10月までの本店（2001年2月）

- 1924年7月10日 - 有限責任函館信用組合として設立。
- 1943年7月 - 市街地信用組合に転換、函館信用組合に改組。
- 1951年10月 - 信用金庫に転換、函館信用金庫に改組。
- 2001年3月 - スポーツ振興くじ（toto）の支払業務取扱開始。
- 2003年10月14日 - 本部・本店を大手町地区に移転[5]。
- 2017年1月23日 - 江差信用金庫と合併し、道南うみ街信用金庫となる。

## 営業エリア
解散時点では2市10町を営業エリアとしていた。
- 函館市
- 北斗市
- 七飯町
- 木古内町
- 知内町
- 福島町
- 松前町
- 森町
- 鹿部町
- 八雲町（ただし、旧熊石町地域を除く）
- 江差町
- 上ノ国町

## 店舗
- 金庫解散時（2017年1月22日）の店舗[6]。合併時、全店が道南うみ街信用金庫の本部・支店となった。

函館市
- 本店（→道南うみ街信用金庫 函館中央営業部）
- ばんだい支店
- 五稜郭支店
- 亀田支店
- 湯川支店
- えさん支店
- 中道支店

北斗市
- 北斗支店

七飯町
- 七飯支店

木古内町
- 木古内支店

知内町
- 知内支店

### 閉鎖店舗
函館市
- 松風町支店（1945年5月開店、2005年9月閉店、本店へ統合）[7]
- 千代台支店（1959年2月2日開店、2010年10月11日閉店、五稜郭支店へ統合）[8]
- 花園支店（1969年12月24日開店、2011年2月13日閉店、湯川支店へ統合）[9]
- 弁天支店（1956年6月4日開店、2012年2月19日閉店、本店へ統合）[10]

## totoの払い戻し店
スポーツ振興くじ（toto）当選券の払い戻しを以下の店舗で受け付けていた。
- 本店
- ばんだい支店
- 湯川支店
- 北斗支店
- 七飯支店

花園支店でも店舗統合まで取り扱いしていた（継承先の湯川支店は非取扱店だったが、スポーツ振興くじ業務を継承した）。